# بياتريس من قشتالة (1359-1293)
بياتريس من قشتالة (تورو؛ 8 مارس 1293  - لشبونة؛ 25 أكتوبر 1359 ) هي ملكة البرتغال القرينة كونها زوجة أفونسو الرابع، هي الأبنة الصغرى لـ سانشو الرابع ملك قشتالة وماريا من مولينا، شقيقة فرناندو الرابع ملك قشتالة وإيزابيلا من قشتالة، ملكة أراغون، ووالدة ماريا، ملكة قشتالة وبيدرو الأول ملك البرتغال.